# Marc-Antoine Commaire
Marc Antoine Commaire, né le 4 janvier 1755 à Nointel (Île-de-France), mort le 10 mars 1794 à Châteaubriant, est un général de division de la Révolution française.

## États de service
Il sert comme soldat au régiment de Perche-Infanterie de 1774 à 1782. Il est nommé capitaine de la 1re compagnie de la garde nationale de la section du Ponceau à Paris.
Le 24 mai 1793, il est nommé lieutenant-colonel du 2e bataillon des Gravilliers, en partance pour la Vendée. Il est promu général de brigade le 30 juillet 1793, et général de division le 30 septembre 1793, il sert successivement à l’armée des côtes de La Rochelle puis à l’armée de l’Ouest.
Il meurt le 10 mars 1794 à Châteaubriant des fatigues de la guerre.

## Sources
- (en) « Generals Who Served in the French Army during the Period 1789 - 1814: Eberle to Exelmans »
- (pl) « Napoléon.org.pl »
- Docteur Robinet, Jean-François Eugène et J. Le Chapelain, Dictionnaire historique et biographique de la révolution et de l'empire, 1789-1815, volume 1, Librairie Historique de la révolution et de l’empire, 900 p. (lire en ligne), p. 443.